# 白翼吸血蝠
白翼吸血蝠屬（白翼吸血蝠），哺乳綱、翼手目、葉口蝠科的一屬，而與白翼吸血蝠屬（白翼吸血蝠）同科的動物尚有毛腿吸血蝠屬（毛腿吸血蝠）、吸血蝠屬（吸血蝠）等之數種哺乳動物。